# Le Mariage de Bacchus et Ariane
Pour les articles homonymes, voir Bacchus (homonymie).

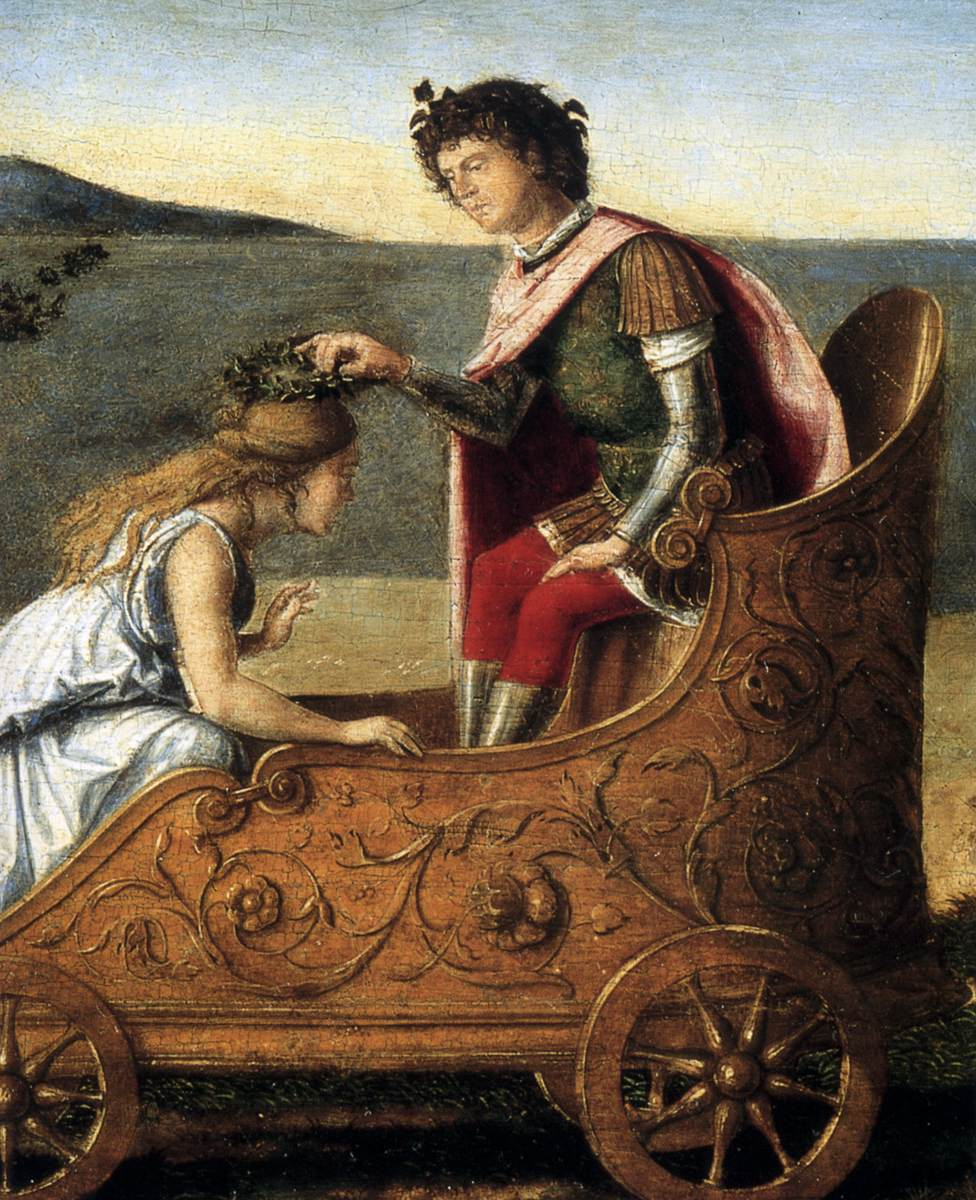
Détail

Le Mariage de Bacchus et Ariane est une peinture à l'huile sur panneau du peintre vénitien Cima da Conegliano (1459-1517). Datant de 1505, l'œuvre est conservée à Milan au musée Poldi Pezzoli.

## Historique
Le panneau constitue le fragment central du devant d'un cassone, ou d'une tête de lit, actuellement divisée en quatre parties : les deux autres, qui complètent la composition avec les figures de la Bacchante et du Silène ivre sur le dos d'un âne, sont conservées au musée des beaux-arts de Philadelphie. Une quatrième partie se trouve dans une collection privée en France.

## Description
Le tableau représente Bacchus, vêtu d'une armure, en train de couronner Ariane, qui s'agenouille devant lui. 
Les deux personnages sont portés en triomphe dans un carrosse doré tiré par des panthères, et accompagnés d'une ménade et d'un satyre portant le thyrse (branche ornée de feuilles de vigne et de lierre, emblème de Bacchus) ; une figure satyrique, humaine mais avec des oreilles de chèvre, porte sur son dos un panier plein de raisins.

## Sujet
L'origine de la scène est tirée d'Ovide, de son ouvrage L'Art d'aimer et de ses Métamorphoses, qui racontent comment Dionysos (ou Bacchus), de retour d'une expédition victorieuse en Inde, avait rencontré sur l'île de Naxos Ariane, abandonnée là par Thésée, et en avait fait son épouse.